# Guillaume Flaitel
Pour les articles homonymes, voir Flaitel.
Guillaume Flaitel (Willelmus Flagitellus) est un évêque d'Évreux (1046-1066).

## Famille
Guillaume est le fils de Gérard Flaitel qui devient entre 1038 et 1047 moine de Saint-Wandrille. Il a deux sœurs. Ermengarde est  mariée à Gautier Ier Giffard et Basilie, mariée à Raoul de Gacé puis Hugues de Gournay. Il est apparenté à Radbod, évêque de Sées (1025-1032) et son fils Guillaume Bonne-Âme, archevêque de Rouen (1079-1110).

## Biographie
Il accède à la suite du décès d'Hugues à l'évêché d'Évreux. Les liens que la famille Flaitel entretient avec les fils de l'archevêque Robert ont peut-être eu pour effet son élévation à l'évêché. Pierre Bauduin trouve probable que la désignation de Guillaume à Évreux a été encouragée par Guillaume d'Arques. Orderic Vital dit de lui qu'il est un prélat plein de zèle au service de l'église. Il donne en 1046-1054 à Saint-Wandrille la moitié de son domaine à Béthencourt pour la mémoire de son père, ses frères et la sienne.  Il fait confirmer cette donation par Guillaume d'Arques. Vers 1046, il souscrit à Abbaye Notre-Dame de Lyre dont il dédicace l'abbatiale en 1050. Il est également présent à la fondation des abbatiales de Saint-Évroult, Saint-Léger de Préaux et en 1060 de Saint-Sauveur d'Évreux.
Il fait entreprendre les travaux de reconstruction de la cathédrale Notre-Dame d'Évreux de style roman.
Il participera au cours de son épiscopat à de nombreux conciles. Il assiste aux conciles de Lisieux et de Rouen. Au concile de Lisieux tenu en 1055, c'est lui qui prononce la déposition de l'archevêque Mauger.
Il meurt le 11 février 1066.